# Collège Dawson
Pour les articles homonymes, voir Dawson.
 (février 2022).
Si vous disposez d'ouvrages ou d'articles de référence ou si vous connaissez des sites web de qualité traitant du thème abordé ici, merci de compléter l'article en donnant les références utiles à sa vérifiabilité et en les liant à la section « Notes et références ».
Le Collège Dawson est le plus grand cégep anglophone du Québec. Il est situé à Montréal près du centre-ville de Montréal, au 3040 rue Sherbrooke Ouest. Il accueille chaque année près de 11 000 étudiants du monde entier, dont 8 000 en formation initiale et 3 000 en formation continue (cours du soir), dans plus de cinquante programmes de formation différents.

## Histoire

### Origines

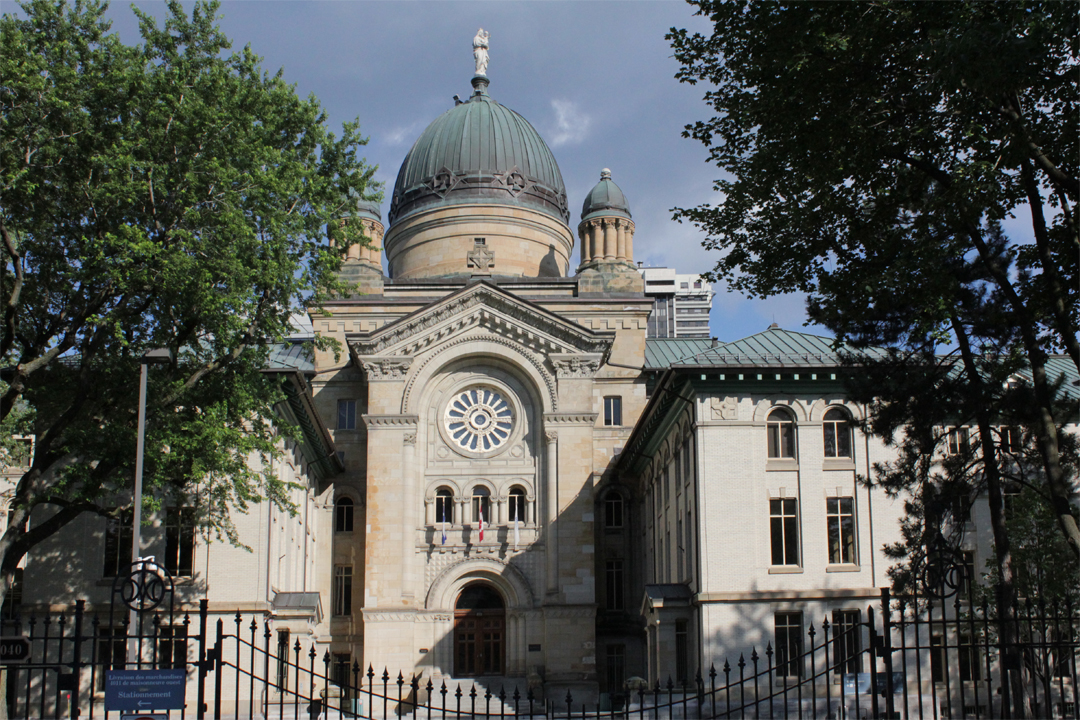
Façade du Collège Dawson sur la rue Sherbrooke Ouest

Anciennement, il existait un Collège Dawson (Dawson College) dans l'Aviation royale canadienne (plus tard Collège militaire royal de Saint-Jean) dans la ville de Saint-Jean située en Montérégie. C’était alors un campus satellite fondé le 26 septembre 1945 par l’Université McGill pour faire face à la vague de nouveaux étudiants après la Seconde Guerre mondiale. Les étudiants de la Faculty of Engineering y étaient installés afin de pallier la surpopulation du campus McGill entre 1945 et 1950, date à laquelle ce campus fut abandonné.

### Création du cégep
Le Collège Dawson contemporain est né en 1967 de la fusion de plusieurs institutions, devenues publiques lors de la création du système des cégeps du Québec. Il était alors la première école anglophone du système des cégeps en accueillant 1 200 étudiants à l’automne 1969. Il avait été nommé ainsi en l’honneur de Sir William Dawson, qui fut directeur de l’Université McGill de 1855 à 1893.
Le Collège Dawson était à l’origine situé dans une usine pharmaceutique reconvertie, au 350, rue Shelby à Westmount, sur l'île de Montréal. Un deuxième campus est créé en 1970 sur l'avenue Viger, dans l'édifice Gilles-Hocquart, accueillant principalement les étudiants du programme Creative Arts (« arts créatifs »). Un troisième campus ouvrit ses portes en 1972 près du Parc La Fontaine. Jusqu’en 1988, le collège exploitait également le campus Richelieu situé à Saint-Henri, le campus DeLorimier, le campus Victoria situé sur la rue McGill dans le Vieux-Montréal et quelques établissements de la rue Sainte-Catherine, entre autres.
C’est en 1988 que le Collège Dawson s'installe dans l’ancienne maison-mère de la Congrégation de Notre-Dame de Montréal. Le regroupement de la totalité de ses activités n'est achevé qu'en 1997, lorsque le bâtiment de Shelby est finalement fermé. Des travaux intensifs de rénovation transforment le bâtiment centenaire en un collège bien équipé et moderne, occupant un pâté de maisons entier entre le boulevard De Maisonneuve, la rue Sherbrooke, l'avenue Atwater et l'avenue Woods à Westmount.

### Fusillade du 13 septembre 2006
La fusillade du 13 septembre 2006 a fait deux morts : Anastasia de Sousa, une jeune femme de 18 ans, et le tireur, qui s'est tiré une balle dans la tête après avoir été atteint par les policiers. On dénombre aussi une vingtaine de blessés.

### Agrandissement prévu
Le 29 janvier 2022, la ministre de l'Enseignement supérieur Danielle McCann informe le collège que le gouvernement a annulé son projet de financement d'un agrandissement du collège afin de prioriser les francophones,. L'agrandissement aurait réduit la surpopulation et créé une nouvelle clinique médicale,.

## Programmes
Le Collège Dawson offre cinq programmes de deux ans qui conduisent à des études universitaires et dix-neuf programmes de trois ans qui mènent directement au marché du travail, ou à certaines conditions, à l’université. Cependant, dans tous les cas, l'élève reçoit un Diplôme d'études collégiales lorsqu'il complète tous les cours prescrits dans leur programme d'étude.

### Programmes pré-universitaires
- Sciences
  - Sciences pures et appliquées
  - Sciences de la santé
  - Sciences premier choix (programme spécial, sur invitation seulement)
  - Sciences de l'environnement
  - Développement scientifique (voir la note plus bas)
  - Exploration des sciences (voir la note plus bas)
- Sciences humaines
  - Études générales
  - Commerce
  - Commerce international
  - Études des enfants
  - Justice, droit et société
  - Études environnementales
  - Études Nord-Sud
  - Voyage et tourisme
  - Psychologie
- Arts créatifs, Lettres et Langues
  - Art et culture
  - Littérature
  - Langues
  - Cinéma / Vidéo / Communication
  - Médias interactifs
  - Arts visuels
- Arts libéraux
  - Beaux-arts

Note : Les programmes "Exploration des sciences" et "Développement scientifique" permettent aux élèves d'acquérir les connaissances scientifiques nécessaires pour être admis dans l'un des trois programmes scientifiques de base.

### Programmes techniques
Le Collège Dawson propose également des programmes de carrière et des programmes techniques le soir et la fin de semaine, et des programmes adaptés aux adultes.
- Animation 3D et imagerie générée par ordinateur
- Laboratoire de la technologie biomédicale
- Technologie radiologiques
  - Diagnostic par l’image radio
  - Cancérologie par radiation
- Soins infirmiers
- Techniques de physiothérapie (réadaptation physique)
- Chimie analytique – Techniques de laboratoire
- Génie civil
- Électronique
- Service social
- Loisirs communautaires formant au leadership
- Administration commerciale
  - Comptabilité et gestion
  - Gestion de l’entreprise, marketing
- Informatique
- Théâtre
- Illustration et Design
- Architecture d’intérieur
- Photographie
- Graphisme
- Design industriel
- Technique du génie mécanique.

## Vie étudiante
Parallèlement aux études, le collège Dawson propose un grand nombre d’activités à ses étudiants.

### Bureau de la vie étudiante
Les membres du bureau de la vie étudiante du Collège Dawson répondent et apportent conseils aux étudiants et organisent des activités afin d’enrichir la vie académique et extra scolaire au collège. Leur objectif principal est de se concentrer sur le temps d’occupation des étudiants au-delà des salles de cours par le lien de différentes activités.

### Sports et loisirs
Le Collège Dawson dispose du plus grand programme sportif inter collégial et d’un complexe sportif des mieux équipés parmi les cégeps. Ainsi, différents programmes et services en matière de sports, loisirs, fitness et bien-être sont proposés par le Physical Education Athletics and Recreation Center (PARC). Sur les trois cents athlètes-étudiants du Collège Dawson de l’année scolaire 2005-2006, 99 pour cent sont restés jusqu’à la fin de leur programme, et 85 pour cent d’entre eux ont obtenu leur diplôme à la fin de leur formation, ces statistiques étant bien supérieures à la moyenne des cégeps.
Parmi les différentes activités proposées par le Collège Dawson, les étudiants disposent de :

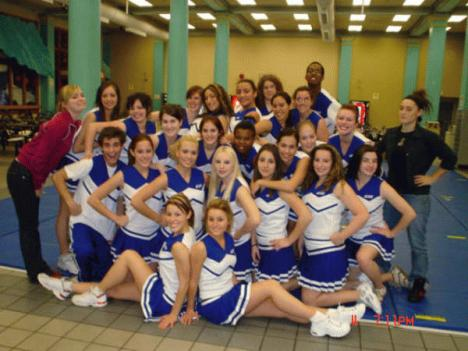
Les "Blues" du Collège Dawson, année 2005-2006

- trois équipes masculines de basket-ball (A, AA, AAA) ;
- trois équipes féminines de basket-ball (A, AA, AAA) ;
- une équipe masculine de football canadien ;
- une équipe masculine de soccer
- une équipe féminine de soccer ;
- une équipe masculine de rugby ;
- une équipe féminine de rugby ;
- une équipe féminine de Hockey (en);
- une équipe masculine de volley-ball ;
- une équipe féminine de volleyball ;
- une équipe masculine de crosse ;
- un club de golf ;
- un club d’aviron ;
- une équipe de Cheerleading.

## Étudiants
- Steven Pinker : spécialiste en psychologie expérimentale. Depuis 2008, il est professeur à l'université Harvard.
- Jon Lajoie : humoriste et acteur. Ses vidéos ont été visionnées plusieurs millions de fois sur le web.
- Rachelle Lefèvre : actrice québécoise qui figure dans plusieurs séries de télévision ainsi que des films, notamment, Twilight.
- Marie-Philip Poulin : joueuse de hockey médaillée d'or et d'argent dans sa discipline sportive.
- Joel Anthony : ancien étudiant et athlète au Collège Dawson faisant maintenant partie de la National Basketball Association (ligue américaine de basketball).

## Ascenseur
Les ascenseurs Prélude ltée, installée en 1994.

### Liens externes

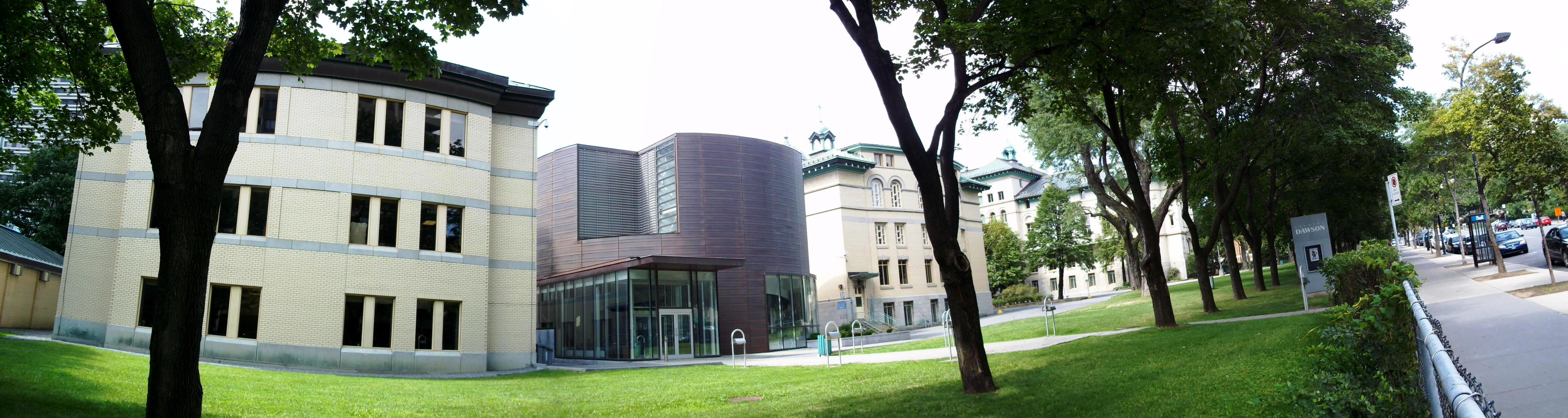
Le Collège Dawson du côté de l'avenue Atwater. L'édifice en noir est le Dome Theatre.